# Albert-Frédéric de Brandebourg-Schwedt
Albert Frédéric, prince de Prusse, margrave de Brandebourg-Schwedt, né le 24 janvier 1672 à Berlin et mort le 21 juin 1731 au château de Friedrichsfelde, est un prince de la maison de Hohenzollern, fils cadet du « Grand Électeur » Frédéric-Guillaume Ier de Brandebourg et de Sophie-Dorothée. Il était un lieutenant général au sein de l'Armée prussienne et le grand maître du grand bailliage de Brandebourg de l'ordre de Saint-Jean de Jérusalem de 1696 à sa mort. 
De son vivant, il porte le titre de courtoisie de margrave de Brandebourg-Schwedt, bien que son frère aîné Philippe-Guillaume tient les seigneuries autour de Schwedt-sur-Oder.

## Biographie
Albert Frédéric est un fils de l'électeur Frédéric-Guillaume Ier de Brandebourg et de sa seconde épouse Sophie-Dorothée de Schleswig-Holstein-Sonderbourg-Glücksbourg. Son frère Philippe-Guillaume est de 1692 à 1711 gouverneur du duché de Magdebourg. 
Albert Frédéric rejoint l'Armée de l'Électorat de Brandebourg en tant que volontaire en 1689, au début de la guerre de la Ligue d'Augsbourg contre la France. Le 10 mai 1692, il est chef de la cavalerie régiment et le 14 mars 1693, il est promu major général. En 1694, il participe à la campagne en Italie et, le 9 mars 1695, il est promu lieutenant général. Le margrave devient en 1696 grand maître du grand bailliage de Brandebourg et, le 17 janvier 1701, l'un des premiers chevaliers de l'Ordre de l'Aigle noir.
Début 1702, il lutte contre la France en tant que chef d'un régiment d'infanterie dans la Guerre de Succession d'Espagne. En novembre de cette année, il doit quitter son poste pour cause de maladie. En 1706, il est nommé gouverneur de la Poméranie ultérieure. En 1717, il acquiert le manoir de Friederichsfelde à l'est de Berlin.

## Mariage et descendance
Le 31 octobre 1703 Albert Frédéric se marie avec la princesse Marie-Dorothée (1684-1743), fille de Frédéric II Casimir Kettler, duc de Courlande. Ils ont les enfants suivants:
- Frédéric de Brandebourg-Schwedt (1704-1707) ;
- Charles-Frédéric-Albert de Brandebourg-Schwedt (1705-1762) ;
- Anne-Sophie-Charlotte de Brandebourg-Schwedt (1706-1751); mariée en 1723 avec Guillaume-Henri de Saxe-Eisenach (1691-1741) ;
- Louise Wilhelmine de Brandebourg-Schwedt (1709-1726) ;
- Frédéric de Brandebourg-Schwedt (1710-1741), mort à la Bataille de Mollwitz comme colonel prussien ;
- Sophie Frédérique Albertine de Brandebourg-Schwedt (1712-1750); mariée en 1733 avec Victor-Frédéric d'Anhalt-Bernbourg (1700-1765) ;
- Frédéric-Guillaume de Brandebourg-Schwedt (1715–1744).